# Vitry-le-François
Vitry-le-François je francouzská obec v departementu Marne v regionu Grand Est. Žije zde přibližně 11 tisíc obyvatel. Je centrem arrondissementu Vitry-le-François.

## Geografie

### Sousední obce
| Růžice kompasu |             | Vitry-en-Perthois |          | Růžice kompasu |
| Růžice kompasu | Blacy       | Sever             | Marolles | Růžice kompasu |
| Růžice kompasu | Blacy       | Vitry-le-François | Marolles | Růžice kompasu |
| Růžice kompasu | Blacy       | Jih               | Marolles | Růžice kompasu |
| Růžice kompasu | Frignicourt |                   |          | Růžice kompasu |